# IPCC1.5℃特別報告書
1.5°Cの地球温暖化：気候変動の脅威への世界的な対応の強化、持続可能な開発及び貧困撲滅への努力の文脈における、工業化以前の水準から1.5°Cの地球温暖化による影響及び関連する地球全体での温室効果ガス(GHG)排出経路に関するIPCC特別報告書（1.5どのちきゅうおんだんか:きこうへんどうのきょういへのせかいてきなたいおうのきょうか、じぞくかのうなかいはつおよびひんこんぼくめつのどりょくのぶんみゃくにおける、こうぎょうかいぜんのすいじゅんから1.5どのちきゅうおんだんかによるえいきょうおよびかんれんするちきゅうぜんたいでのおんしつこうかガス(GHG)はいしゅつけいろにかんするIPCCとくべつほうこくしょ、英語: Global Warming of 1.5°C an IPCC special report on the impacts of global warming of 1.5°C above pre-industrial levels and related global greenhouse gas emission pathways, in the context of strengthening the global response to the threat of climate change, sustainable development, and efforts to eradicate poverty）または、省略して1.5 °C特別報告書（1.5どとくべつほうこくしょ）もしくは1.5 °Cの地球温暖化（1.5どのちきゅうおんだんか）とは、気候変動に関する政府間パネルが2018年10月8日に発表した報告書である。地球温暖化による地球の平均気温の上昇を産業革命前と比べて1.5°C以内に留めることの利点を主張する。

## 内容
この報告書は、第1章から第5章、用語集、それに政策決定者向け要約からなる。第1章では、人為的な地球温暖化による産業革命前からの気温上昇は2017年の時点で約1.0 °Cに達していると指摘した上で、温暖化を1.5 °Cに抑えるためには緩和策が必要であると述べている。第2章では、温暖化を1.5 °Cに抑えるためには2030年までに2010年と比べて45%前後の温室効果ガス排出量の削減が必要であるとし、そのためには投資パターンに大きな変化が必要であることを挙げている。第3章では、温暖化を1.5 °Cに留めることで、2 °C温暖化したときよりも様々な弊害が抑えられるとしている。第4章では、温暖化を1.5 °Cに留めるためには構造の変革が必要であり、そのために、電化、水素、生物由来の原材料、時には二酸化炭素貯留が役立つとしている。第5章では、温暖化を1.5 °Cに留めるためには持続可能な開発の考え方が重要であると述べられている。

## 経緯
2015年に締結されたパリ協定では、産業革命以降の温暖化幅を2.0 °C、できれば1.5 °C以下とすることが合意された。そもそもこの2.0 °Cという数値は、1975年に経済学者のウィリアム・ノードハウスが発表したものが最初である。この値は1990年のストックホルム環境研究所の報告書においても、現実的な上限として挙げられ、その後も数多くの国際会議で目標となっている。一方、1.5 °Cという値は、地球温暖化に脆弱な国への配慮によるものであった。また、パリ協定が採択された第21回気候変動枠組条約締約国会議では、パリ協定と同時に、1.5 °Cの温暖化による影響などについて盛り込んだ特別報告書の2018年の提供が気候変動に関する政府間パネルに対して要請された。同パネルはこれを承諾し、2016年4月の第43回総会で作成を決定し、同年11月までに執筆者の推薦募集が締め切られ、2017年1月には執筆者が決定した。その後、4回にわたる代表執筆者会合、2回にわたるドラフト専門家レビュー（内1回は政府も含む）、政策決定者向け要約の最終政府レビューを経て、2018年10月1日から行われた第48回総会で決定、2018年10月8日に発表された。

## 反響

### 国際機関
国際連合事務総長のアントニオ・グテーレスは、2018年10月8日にニューヨークで、「私たちは気候変動対策という課題に立ち向かい、科学の要請に応えねばならない」という声明を発表した。

### 国際会議
2018年12月3日から行われた第24回気候変動枠組条約締約国会議での本報告書を歓迎する決議に、アメリカ合衆国、ロシア、サウジアラビア、クウェートが反対したため、留意する決議となったが、結局結論は出ず、2019年6月の会合に持ち越された。

### 各国の反応
フランスでは、2018年10月8日、エコロジー・持続可能開発・エネルギー省の大臣であるフランソワ・ド・リュジ、外務大臣であるジャン＝イヴ・ル・ドリアン、高等教育・研究・イノベーション省の大臣であるフレデリック・ヴィダルによる、報告書を歓迎する旨の共同声明が発表された。また、フランスの他、イギリス、スペインなどがこの報告書を受けて、ネットゼロやカーボンニュートラルの達成に向けた長期戦略を立てた。一方、アメリカ合衆国大統領のドナルド・トランプは、懐疑的な姿勢を明らかにした。